# Молібдати (мінерали)
Молібдати природні (рос. молибдаты природные, англ. natural molybdates, wulfinites, yellow lead ores, нім. natürliche Molybdate n pl) — нечисленна група мінералів, солі молібденової кислоти H2MoO4.

## Загальний опис
Хім. склад виражається формулою RMoO4, де R — г.ч. Са, Fe, Cu, Pb, Bi, U4+, (UO2)2+. Іноді присутні домішки W, As, Sb, Р і ін.
Сингонія М.п. тетрагональна, ромбічна, моноклінна.
Характерне яскраве забарвлення (жовті, червонуваті, бурі відтінки), невисока твердість (від 1 до 4) і густина (в осн. 3,0-4,5).
Виняток — вульфеніт з густиною 6,3-7.
Більшість М.п. — типові мінерали зон окиснення молібденових, поліметалічних і уранових родовищ. Утворюються при екзогенних низькотемпературних процесах як вторинні мінерали з родовищ молібденіту.